# 三田一也
三田 一也（みた かずや、1898年10月13日（明治31年）- 1998年6月3日（平成10年））は日本の元船員、元海軍軍人（予備将校）、元海上保安官。最終階級は、海軍では海軍中佐。海上保安庁では警備救難監（海上保安官の最高位）、海上保安庁次長。日本海事検定協会会長、日本海洋会副会長を歴任。又、戦後、海上自衛隊復活を討議した「Y委員会」の主要メンバー。一貫して再軍備には反対の立場を取った。埼玉県羽生市出身。埼玉県立不動岡中学校（後の埼玉県立不動岡高等学校卒業）。

## 経歴
1922年（大正11年）に東京高等商船学校航海科74期生（後の東京商船大学、現東京海洋大学）を首席で卒業し、御前講義した卒業論文は、東京海洋大学の越中島会館の中に保存されている。
東京高等商船学校卒業後、日本郵船で士官として勤務後、支那事変初期に充員召集、水上機母艦神威内務長などを歴任、中佐として特設砲艦第五信洋丸砲艦長に任ぜられる。同艦が対潜戦闘で沈没、負傷後の療養を経て、軍令部1部12課に配属。海上護衛総隊発足後は、兼同司令部附となり、十川潔部員と共に調査室で、シーレーン防衛の研究と、将来対策に任じた。戦後、船舶運営会から海上保安庁に移り、保安局長や警備救難監（海上保安官のトップ）を歴任する。1959年（昭和34）、社団法人日本海事検定協会の理事となり、常務理事、副会長を経て1970年（昭和45年）、同会会長となる。1998年6月3日永眠。功により1969年（昭和44年）勲三等旭日中綬章を受けた。

## 海上保安庁時代
海上保安庁時代には、再軍備（海上自衛隊）を討議した「Y委員会」のメンバーの一人となる。Y委員会は、旧海軍軍人が11名中8名という大勢を占め、海上保安庁側は文官たる長官及び次長と海上保安官のトップである警備救難監（三田）のみが参与することとなり、人数的にも海軍再建を目指す旧海軍側が主流となっていた。なお、海上保安庁側の専門家の立場である三田は、海軍再建には終始反対の立場を取った。
後にNHK取材班（ドキュメント太平洋戦争）が平成7年、逗子市の自宅にて三田にインタビューした際にも三田の考え方を示す一つの貴重な証言をしている。
当時海軍少佐として海上護衛戦の作戦を立案する立場にあった三田は、昭和19年秋頃「対海防艦艦長講義資料」として正確に作成した極秘資料で、当時の護衛艦の不足を客観的に分析し、兵站を担っていた商船乗りの被害甚大を示唆する報告書作成し、海上輸送の護衛の必要性を訴えている。しかしながら当時の上司からこれは「士気を損じる」と廃棄処分にされ、口を封じられてしまう。事実を知らされず、無防備な戦に突き進んでいった当時の商船乗りを思い、三田は、『ほんとうのことを言わないで、いわばだまして商船乗りを戦場に送ってしまった。そしてほとんどの艦長は帰ってきませんでした。中には私と商船学校で同級生だった人もいました。そのことを思うと、今でも申し訳のないことをしたと、自責の気持ちがこみ上げてくるんです。』と語っている。